# Saint-Mars-sur-la-Futaie
Saint-Mars-sur-la-Futaie település Franciaországban, Mayenne megyében. Lakosainak száma 521 fő (2022. január 1.). Saint-Mars-sur-la-Futaie Landivy, Saint-Ellier-du-Maine, Pontmain, La Dorée, Saint-Berthevin-la-Tannière és Montaudin községekkel határos.

## Népesség
A település népessége az elmúlt években az alábbi módon változott:
| Lakosok száma | 842  | 684  | 627  | 607  | 568  | 565  | 523  | 519  | 515  | 521  |
|               | 1968 | 1990 | 2006 | 2011 | 2015 | 2016 | 2018 | 2019 | 2021 | 2022 |